# Jacques Aletti
Jacques Aletti (* 18. März 1955 in Tlemcen, Französisch-Algerien) ist ein ehemaliger französischer Leichtathlet, der sich auf den Hochsprung spezialisiert hat. 1994 wurde er in Paris Vizehalleneuropameister und feierte damit seinen größten sportlichen Erfolg. Auch seine Tochter Solène Gicquel ist als Hochspringerin aktiv.

## Sportliche Laufbahn
Erste internationale Erfahrungen sammelte Jacques Aletti vermutlich im Jahr 1975, als er bei der Sommer-Universiade in Rom mit übersprungenen 2,13 m den sechsten Platz belegte. Im Jahr darauf gewann er bei den Halleneuropameisterschaften in München mit 2,19 m die Silbermedaille hinter Serhij Senjukow aus der Sowjetunion. Im Sommer nahm er an den Olympischen Sommerspielen in Montreal teil und schied dort mit 2,05 m in der Qualifikationsrunde aus. 1978 verpasste er bei den Europameisterschaften in Prag mit 2,10 m den Finaleinzug.
1976 wurde Aletti französischer Meister im Hochsprung.